# Guatteria jurgensenii
Guatteria jurgensenii är en kirimojaväxtart som beskrevs av William Botting Hemsley. Guatteria jurgensenii ingår i släktet Guatteria och familjen kirimojaväxter. Inga underarter finns listade i Catalogue of Life.